# Diogena fausta
Diogena fausta är en insektsart som först beskrevs av Hermann Burmeister 1838.  Diogena fausta ingår i släktet Diogena och familjen vårtbitare. Inga underarter finns listade i Catalogue of Life.